# Liste der kurpfälzischen Burgen und Festungen
Diese Liste beinhaltet Burgen und Festungen, des historischen Staates Kurpfalz des Heiligen Römischen Reichs. Sein Territorium erstreckte sich als Flickenteppich über die heutigen Bundesländer Bayern, Baden-Württemberg, Hessen, Rheinland-Pfalz, Saarland und das französische Elsass. Die Burg Eichartzhausen in Lothringen war dagegen eine Burg der Nebenlinie Pfalz-Veldenz.
Zeitlich umfasst diese Liste die Zeit von 1214, als die bayerischen Wittelsbacher Pfalzgrafen bei Rhein wurden, bis 1806. Von 1356 bis 1806 führten sie mit einer Unterbrechung den Titel eines Kurfürsten des Heiligen Römischen Reichs.
Räumlich umfasst diese Liste die Untere Pfalz (Pfalz am Rhein) und die von 1329 bis 1628 zu Kurpfalz gehörende Obere Pfalz. Hauptstädte waren Heidelberg, Mannheim und Frankenthal sowie Amberg für die Oberpfalz.
Die Burgen der pfälzischen Nebenlinien Simmern, Mosbach, Neuburg, Neumarkt und Zweibrücken sind nicht Thema dieser Liste, sofern sie nicht zur Kurpfalz gehörten. Die Pfälzer Linie stellte ferner die Herzöge von Jülich und Berg (1614–1794/1806), auch dieses Herzogtum gehörte nicht zur Kurpfalz.

## Historische Ereignisse
Kriege und Erbteilungen waren wesentliche Einschnitte für den Zuschnitt des Territoriums und die Zugehörigkeit der Burgen und Festungen zur Kurpfalz.
- 1329 Hausvertrag von Pavia: Die Oberpfalz kommt an die Kurpfalz.
- 1410 wurden im Rahmen der kurpfälzischen Erbteilung Burgen der Kurpfalz an die neuen Nebenlinien Pfalz-Simmern-Zweibrücken, Pfalz-Mosbach und Pfalz-Neumarkt übertragen.
- 1460–1463 Badisch-Pfälzischer Krieg: Eroberung und Schleifung der Schauenburg.
- 1504 wurden im Landshuter Erbfolgekrieg mehrere Burgen zerstört.
- 1505 Nach dem Friedensspruch wurde die Junge Pfalz gebildet, ein zersplittertes Gebiet von der oberen Donau über Franken bis zur nördlichen Oberpfalz. Das Herzogtum erhielt weitere Burgen, Hauptstadt wurde Neuburg an der Donau.
- 1525 Pfälzischer Bauernkrieg.
- 1559 Mit der Erbfolge der Linie Pfalz-Simmern kommen deren Burgen an Kurpfalz.
- 1618–1648 Dreißigjähriger Krieg, Zerstörung und Beschädigung mehrerer Burgen.
- 1628 Entscheidend für die Kurpfalz war neben Verlust der ersten Kurwürde auch der Verlust der Oberpfalz mit ihren Burgen an die bayerischen Wittelsbacher.
- 1674/75 Im Holländischen Krieg verwüstet Turenne die Kurpfalz und zerstört mehrere Burgen.
- 1685 erbt die Linie Pfalz-Neuburg die Kurpfalz.
- 1688–1697 Im Pfälzischen Erbfolgekrieg werden viele Burgen zerstört, gesprengt und nach dem Friedensschluss nicht wieder aufgebaut.
- 1701–1714 Auch der Spanische Erbfolgekrieg wird in der Kurpfalz geführt. In seinem Verlauf kommt von 1708 bis 1714 die gesamte bayerische Oberpfalz noch einmal unter pfälzische Herrschaft.
- 1742 tritt Carl Theodor aus dem Hause Pfalz-Sulzbach das kurpfälzische Erbe an. Die Sulzbacher Burgen gehören jetzt zu Kurpfalz.
- 1778 ist Carl Theodor auch der Kurfürst von Bayern, es entsteht das vereinigte Kurfürstentum Pfalz-Baiern.
- 1797 Im ersten Revolutionskrieg fällt die linksrheinische Kurpfalz an das revolutionäre Frankreich.
- 1798 folgt die Mannheimer Rheinschanze als letztes kurpfälzisches Bollwerk.
- 1803 Mit dem Reichsdeputationshauptschluss wird die Kurpfalz aufgelöst, verbliebene Burgen fallen an Baden und Hessen-Darmstadt.
- 1806 Mit der Gründung des Königreichs Bayern fallen in der Folge alle verbliebenen Burgen an Bayern.

## Erläuterung zur Liste
Die Liste ist in die der Burgen und Festungen der Kurpfalz unterteilt. Vom Umfang her müssen die kurpfälzischen Schlösser und Residenzen eigene Listen erhalten. Bauwerke ohne Artikel sind als Rotlink sichtbar, dann sind aber die wichtigsten Daten in der entsprechenden Zeile aufgeführt. Interessante Besonderheiten sind am Ende in einem eigenen Abschnitt aufgeführt.
- Name: Nennt den historischen Namen des Bauwerkes als Burg, Veste oder Festung. Der heutige und weitere Namen sind in den Artikeln benannt.
- Ort: Zeigt an, in welcher Gemeinde das Bauwerk steht oder stand bzw. in welcher Gemarkung es liegt. Die vorgestellte Flagge zeigt das Bundesland oder die französische Region an.
- Typ: Gibt den jeweiligen Bautypus an: Für Burgen meist nach ihrer geografischen Zuordnung.
- Bestand: Zeigt die Zugehörigkeit der Burgen zum historischen Territorium Kurpfalz an. Für das Baujahr oder die Zerstörung liegen oft nicht gesicherte Daten vor; hierzu geben die Artikel weitere Informationen.
- Verbleib und Erhaltungszustand: Gibt nähere Informationen über die Zerstörung oder der Übergang an ein anderes Territorium an; beschreibt ferner den heutigen Ist-Zustand der Burg oder Festung. Als "abgegangen" wird eine Burg bezeichnet, wenn keine Reste mehr vorhanden sind
- Bild: Zeigt, wenn möglich, ein zutreffendes Foto, Bild oder Zeichnung des Bauwerkes, oder Ruine an. Teilweise sind nur noch Nachfolgebauten zu dokumentieren.

Hinweise:
- Diese Liste ist sortierbar: durch Anklicken eines Spaltenkopfes wird die Liste nach dieser Spalte sortiert, zweimaliges Anklicken kehrt die Sortierung um. Durch das Anklicken zweier Spalten hintereinander lässt sich jede gewünschte Kombination erzielen.
  - Die Spalte Ort sortiert zuerst nach Bundesland und dann nach dem Ort.

## Burgen der Kurpfalz
| Name                             | Land/Ort                   | Typ                         | Bestand             | Verbleib und Erhaltungszustand                                                       | Bild                                         |
| -------------------------------- | -------------------------- | --------------------------- | ------------------- | ------------------------------------------------------------------------------------ | -------------------------------------------- |
| Burg Alzey                       | Alzey                      | Niederungsburg              | 1214–1689           | 1689 zerstört; nach 1904 neu aufgebaut                                               | Burg Alzey (1904)                            |
| Veste/Schloss Amberg (Oberpfalz) | Amberg                     | Zwingburg                   | 1329–1628           | 1417 zum Schloss ausgebaut, abgebrannt; Südflügel erhalten                           | Schloss Amberg, Südflügel                    |
| Burg Amberg (Oberpfalz)          | Amberg-„Mariahilfberg“     | Höhenburg                   | 1329–1564           | verfallen, 1564 noch „Wachturm“ (?); durch Wallfahrtskirche überbaut                 | Burg Amberg, Turm (um 1620)                  |
| Burg Beilstein                   | Kaiserslautern             | Höhenburg                   | 1234–1455           | vor 1455 zerstört; Ruine                                                             | Burg Beilstein                               |
| Burg Boxberg                     | Boxberg                    | Höhenburg                   | 1561–1803           | 1857 abgebrochen; Ruine                                                              | Burg Boxberg (1620)                          |
| Burg Dilsberg                    | Dilsberg                   | Höhenburg                   | 1300–1803           | 1803 badisches Staatsgefängnis. Seit 1822 Abriss; in Teilen erhalten.                | Burg Dilsberg, Kommandantenhaus              |
| Burg Dorndiel                    | Dorndiel                   | Wasserburg                  | 1390 erwähnt        | nach 1786 letzte Reste beseitigt                                                     |                                              |
| Burg Eichelsheim                 | Eichelsheim                | Niederungsburg              | 1353–1634           | gesprengt; Mauerreste                                                                | Burg Eichelsheim                             |
| Burg Friedelsheim                | Friedelsheim               | Niederungsburg              | 1433–1689           | zerstört, durch Schloss überbaut; Bergfried erhalten                                 | Burg Friedelsheim                            |
| Friedrichsburg                   | Lampertheim                | Niederungsburg, Jagdschloss | 1468–1622           | 1504/1622 zerstört, Teilabbruch; Beamtenbau erhalten                                 | Neuschloß, Beamtenbau                        |
| Friedrichsburg                   | Mannheim                   | Festung, s. u.              |                     |                                                                                      |                                              |
| Burg Fürstenberg                 | Rheindiebach               | Höhenburg                   | 1410–1689           | zerstört; Burgruine, Teil des UNESCO-Welterbes                                       | Burg Fürstenberg                             |
| Burg Germersheim                 | Germersheim                | Niederungsburg              | 1325–1674           | zum Schloss ausgebaut, zerstört; überbaut                                            | Burg Germersheim um 1620                     |
| Burg Gutenfels                   | Kaub                       | Höhenburg                   | 1277–1793           | 1806 gesprengt; wiederaufgebaut, Teil des UNESCO-Welterbes                           | Burg Gutenfels                               |
| Burg Guttenberg                  | Oberotterbach              | Höhenburg                   | 1317–1410           | 1410 an Pfalz-Zweibrücken, 1525 zerstört; Ruine                                      | Burg Guttenberg                              |
| Burg Habitzheim                  | Habitzheim                 | Wasserburg                  | 1433–1528           | 1528 vollständig an Löwenstein-Wertheim; heute Gutshof                               | Burg Habitzheim, Hofeingang                  |
| Obere Burg                       | oberhalb Heidelbergs       | Höhenburg                   | –1537               | Explosion der Pulvervorräte; überbaut                                                | Obere Burg (rechts)                          |
| Burg Heidelberg                  | Heidelberg                 | Hangburg                    | 1225–1693           | Ausbau 1401 zum Schloss, 1490 zur Festung, 1689/1693 zerstört; Ruine                 | Heidelberger Schloss                         |
| Burg Helfenberg (Oberpfalz)      | Velburg                    | Höhenburg                   | 1370–1504           | niedergebrannt, Umbau zum Schloss; Ruine                                             | Schloss Helfenberg                           |
| Veste Hemsbach                   | Hemsbach                   | Wasserburg                  | 1421–               | Wohnturm erhalten                                                                    | Veste Hemsbach, Wohnturm                     |
| Burg Kauzenburg                  | Bad Kreuznach              | Höhenburg                   | 1417–1688           | Teilbesitz, 1688 gesprengt; Ruine, Restaurant-Neubau                                 | Kauzenburg                                   |
| Kaiserpfalz                      | Kaiserslautern             | Hangburg                    | 1357–1688           | Schlossanbau, 1635/1688/1703 zerstört u. gesprengt; Reste erhalten                   | Kaiserpfalz (1740, links)                    |
| Burg Kirkel                      | Kirkel-Neuhäusel           | Höhenburg                   | –1410               | 1410 an Pfalz-Zweibrücken, 1635/1677/1689 zerstört; Ruine                            | Burg Kirkel                                  |
| Burg Landeck                     | Klingenmünster             | Höhenburg Bergfestung       | 1570–1680/89        | zerstört; Burgruine gut erhalten                                                     | Burg Landeck                                 |
| Burg Landsehr                    | Obrigheim                  | Höhenburg                   | 1290–1350           | ersetzt durch Burg Obrigheim, abgegangen; Burgstall                                  | Landsehr, Burggraben                         |
| Burg Oppenheim (1668: Landskron) | Oppenheim                  | Höhenburg                   | 1315–1621           | 1615 Schloss, 1621 ausgebrannt, 1689 Bergfried gesprengt; Ruine                      | Burg Landskron                               |
| Burg Lauda                       | Lauda                      |                             |                     | abgegangen                                                                           |                                              |
| Burg Lichtenstein                | Neidenfels                 | Felsenburg                  | –1281               | 1281 zerstört, ersetzt durch Burg Neidenfels; Ruine                                  | Burg Lichtenstein                            |
| Burg Lindenfels                  | Lindenfels                 | Höhenburg                   | 1277–1803           | 1728/1779 Teile abgetragen; Ruine                                                    | Burg & Ort Lindenfels                        |
| Burg Löwenstein                  | Heilbronn                  | Höhenburg Zwingburg         | 1382–1504           | 1504 erobert, 1512 abgebrannt; Ruine                                                 | Burg Löwenstein                              |
| Burg Lützelstein                 | Lützelstein                | Höhenburg                   | 1462–1553           | Abgabe an Pfalz-Zweibrücken; erhalten                                                | Burg Lützelstein                             |
| Burg Minneburg                   | Neckarkatzenbach           | Höhenburg                   | 1349–1663           | 1622 teilw. zerstört, Abbruch; Ruine                                                 | Minneburg, Palas                             |
| Burg Murach (Oberpfalz)          | Oberviechtach              | Höhenburg                   | 1329–1628           | Kurpräzipium, nach 1803 verfallen; Ruine                                             | Burg (Ober-)Murach                           |
| Schlösslein Nauses               | Schloß-Nauses              | Wasserburg                  | –1806               | seit 1698 im Besitz derer von Sickingen; Gaststätte                                  | Schloß-Nauses, Herrenhaus                    |
| Oberburg Neibsheim               | Bretten                    | Höhenburg                   | 1349–?              | abgegangen; Burgstall                                                                |                                              |
| Unterburg Neibsheim              | Bretten                    | Wasserburg                  | 1349–1490           | 1490 abgebrannt, abgetragen; Burgstall                                               |                                              |
| Burg Neidenfels                  | Neidenfels                 | Höhenburg                   | 1330–1689           | 1330 erbaut, 1689 gesprengt; Ruine                                                   | Burg Neidenfels                              |
| Burg Neuburg                     | Neuburg an der Donau       | Schloss                     | 1505–1557 1685–1808 | seit 1527 Umbau zum Schloss, 1557 an Pfalz-Zweibrücken, 1569 an Neuburg; erhalten    | Schloss Neuburg                              |
| Veste Neuburg                    | Neuburg am Rhein           | Wasserburg?                 | 1383–1540           | 1540 verpfändet, verfallen; überbaut                                                 |                                              |
| Burg Neuburg                     | Obrigheim                  | Höhenburg                   | 1401–1405 1490–1759 | 1413 bei Pfalz-Mosbach, 1845 Umbau zum Schloss; Hotel                                | Schloss Neuburg (Baden)                      |
| Burg Neukastel                   | Leinsweiler                | Höhenburg                   | 1330–1410           | 1330 erbaut, 1410 an Pfalz-Zweibrücken, 1689 zerstört; Mauerreste                    | Burg Neukastel, Treppen                      |
| Schloss Neumarkt (Oberpfalz)     | Neumarkt                   | Wasserburg                  | 1329–1410 1490–1628 | Residenz, 1520 abgebrannt, 1539 Wasserschloss; heute Amtsgericht                     | Schloss Neumarkt                             |
| Burg Obrigheim                   | Obrigheim                  | Höhenburg                   | 1329–1401           | 1413 bei Pfalz-Mosbach, abgegangen; Motte                                            | Obrigheim, Motte hinter der Kirche           |
| Veste Otzberg                    | Hering                     | Höhenburg                   | 1390–1803           | 1803 hessisches Staatsgefängnis; in Teilen erhalten                                  | Veste Otzberg                                |
| Burg Parkstein (Oberpfalz)       | Parkstein                  | Höhenburg                   | 1421–1623           | 1505/1623 an Pfalz-Neuburg, Verfall und Abbruch; Reste                               | Burg Parkstein um 1630                       |
| Burg Pfalzgrafenstein            | Kaub                       | Inselburg                   | 1277–1803           | Zollburg; erhalten: Teil des UNESCO-Welterbes                                        | Zollburg Pfalzgrafenstein                    |
| Burg Reichenstein                | Neckargemünd               | Höhenburg                   | 1329–1355           | seit 1355 verfallen; Reste                                                           | Burg Reichenstein                            |
| Burg Ruppertsecken               | Ruppertsecken              | Höhenburg                   | 1344–1410           | 1410 an Pfalz-Zweibrücken, 1470 von Kurpfalz belagert und niedergelegt; Turmreste    | Burg Ruppertsecken, Turmreste im Vordergrund |
| Burg Sauerburg                   | Sauerthal                  | Höhenburg                   | 1355–1505           | verkauft, 1689 gesprengt; Ruine: Teil des UNESCO-Welterbes                           | Sauerburg                                    |
| Burg Schauenburg                 | Dossenheim                 | Höhenburg                   | 1460–1460           | 1460 erobert und geschleift; Ruine                                                   | Schauenburg                                  |
| Burg Schwabsburg                 | Nierstein                  | Höhenburg                   | 1316–1621           | zerstört; Bergfried erhalten                                                         | Burg Schwabsburg                             |
| Burg Schwarzach                  | Schwarzach                 | Wasserburg                  | 1319–1803           | 1634 Amtssitz, 1780ff Herrenhaus; Forsthaus                                          | Burg Schwarzach, Eckturm                     |
| Veste Schwetzingen               | Schwetzingen               | Wasserburg                  | 1427–1648           | zerstört; Wiederaufbau: Jagdschloss, später Sommerresidenz                           | Schloss Schwetzingen, Vorderfront            |
| Burg Simmern                     | Simmern                    | Wasserburg                  | 1311–1410 1559–1689 | 1410 an Pfalz-Simmern, seit 1460 zur Residenz ausgebaut, 1689 gesprengt; überbaut    | Burg Simmern (um 1620)                       |
| Burg Stahlberg                   | Bacharach-Steeg            | Höhenburg                   | 1243–1689           | 1689 zerstört; Ruine: Teil des UNESCO-Welterbes                                      | Burg Stahlberg                               |
| Burg Stahleck                    | Bacharach                  | Höhenburg mit Halsgraben    | 1214–1797           | 1689 gesprengt; 1925/26 Wiederaufbau als Jugendherberge: Teil des UNESCO-Welterbes   | Burg Stahleck                                |
| Burg Strahlenberg                | Schriesheim                | Höhenburg                   | 1347–1504           | zerstört; Ruine                                                                      | Strahlenburg                                 |
| Burg Sulzbach (Oberpfalz)        | Sulzbach-Rosenberg         | Höhenburg                   | 1305–1505 1742–1806 | 1505 an Pfalz-Neuburg, 1742 erbt Pfalz-Sulzbach die Kurpfalz; Schloss                | Schloss Sulzbach                             |
| Burg Trifels                     | Annweiler                  | Höhenburg                   | –1410               | 1410 an Pfalz-Zweibrücken, 1602 durch Blitzschlag zerstört; 1938–1966 Wiederaufbau   | Trifels                                      |
| Burg Velburg (Oberpfalz)         | Velburg                    | Höhenburg                   | 1231–1505 (Pflege)  | 1505 an Pfalz-Neuburg, um 1630 zerstört; Ruine                                       | Burg Velburg                                 |
| Burg Waldeck                     | Dorweiler                  | Höhenburg                   | 1398–1689           | 1689 zerstört; Ruine, 1910 Neubauten (Jugendburg)                                    | Burg Waldeck                                 |
| Burg Waldeck (Oberpfalz)         | Kemnath                    | Höhenburg                   | 1329–1628           | Kurpräzipium, 1704 geschleift, nach 1794 verfallen; Ruine                            | Burg Waldeck (Oberpfalz)                     |
| Burg Wegelnburg                  | Schönau                    | Höhenburg                   | 1330–1679           | 1679 geschleift; Ruine                                                               | Wegelnburg                                   |
| Burg Wildberg                    | Wildberg                   | Höhenburg                   | 1364–1440           | 1440 an Württemberg, 1618 durch Blitzschlag zerstört; späteres Schloss 1945 zerstört | Burg und Stadt Wildberg                      |
| Burg Wildenstein                 | Leibertingen               | Höhenburg                   | 1395–1462           | als Lösegeld erhalten; Burg erhalten                                                 | Burg Wildenstein                             |
| Burg Windeck                     | Weinheim                   | Höhenburg                   | 1264–1674           | 1674 zerstört; Ruine                                                                 | Burg Windeck                                 |
| Burg Winzingen                   | Neustadt-Haardt            | Höhenburg                   | 1214–1696           | zerstört, verfallen; Ruine                                                           | Burg Winzingen                               |
| Burg Wolfsburg                   | Neustadt an der Weinstraße | Höhenburg                   | 1214–1633           | 1633 geschleift; Ruine                                                               | Wolfsburg                                    |
| Burg Wolfstein (Oberpfalz)       | Neumarkt                   | Höhenburg                   | 1490–1628           | 1490/99 von Pfalz-Neumarkt, 1504 schwer beschädigt, nach 1628 verfallen; Ruine       | Burg Wolfstein (Oberpfalz)                   |
| Burg Alt-Wolfstein               | Wolfstein                  | Höhenburg                   | 1400–1504           | zerstört u. verfallen; Burgruine                                                     | Burg Alt-Wolfstein                           |
| Burg Neu-Wolfstein               | Wolfstein                  | Höhenburg                   | 1324–1688           | 1503 u. 1688 zerstört; Burgruine                                                     | Burg Neu-Wolfstein                           |
| Burg Zweibrücken                 | Zweibrücken                | Niederungsburg              | 1385–1410           | 1410 an Pfalz-Zweibrücken, zerstört; überbaut                                        |                                              |

## Festungen der Kurpfalz
| Name                    | Ort                      | Typ                              | Bestand      | Verbleib und Erhaltungszustand                           | Bild                                                              |
| ----------------------- | ------------------------ | -------------------------------- | ------------ | -------------------------------------------------------- | ----------------------------------------------------------------- |
| Heidelberger Schloss    | Heidelberg               | Bergfestung                      | 1490–1689    | zerstört, in Teilen gesprengt; Schlossruine              | Heidelberger Schloss, Befestigungsplan (1622)                     |
| Burg Landeck            | Klingenmünster           | Bergfestung                      | 1570–1680/89 | zerstört; Burgruine gut erhalten                         | Burg Landeck                                                      |
| Festung Friedrichsburg  | Mannheim                 | Festungsstadt mit Zitadelle      | 1606–1799    | geschleift und überbaut                                  | Rheinschanze, Friedrichsburg, Festungsstadt (von oben nach unten) |
| Mannheimer Rheinschanze | am jenseitigen Rheinufer | Brückenkopf der Festung Mannheim | 1606–1843    | mehrfach zerstört, aufgelassen und überbaut              | Rheinschanze, jenseits Mannheim                                   |
| Festung Frankenthal     | Frankenthal              | Festungsstadt                    | 1606–1689    | stärkste Festung der Kurpfalz, geschleift; 1880 überbaut | Festung Frankenthal (1621)                                        |